# 大港橋
22°37′04″N 120°17′02″E / 22.617755°N 120.283827°E
大港橋位於臺灣高雄市鹽埕區，橫跨於高雄港第三船渠，連結駁二藝術特區與高雄港蓬萊商港區，鄰近高雄輕軌駁二大義站，大港橋設計之初，為保持第三船渠內航道暢通，因此採用橋面可轉之設計，是臺灣第一座可旋轉之的行人跨港大橋。

## 沿革

### 興建背景
駁二藝術特區原為臺灣港務公司高雄港分公司之閒置老舊倉庫，後於2006年高雄市政府文化局接手將該區域改造為文創藝術園區，園區內分有大義倉庫群、大勇倉庫群，以及中間被第三船渠相隔之蓬萊倉庫群等。故遊客若行經大義、大勇倉庫群前往蓬萊倉庫群需先繞過香蕉碼頭及第三船渠才能抵達，步行路程需耗費25~30分鐘。
因此臺灣港務公司於2018年9月公開發布將於第三船渠中間興建一座橋梁連結蓬萊倉庫群，並且為維持第三船渠船隻出入，因此將設計為可旋轉的斜張橋，成為台灣第一座可旋轉之景觀橋。

### 施工經過
大港橋暨擋浪設施早於2017年6月由台灣港務分公司對外招標規劃、設計，與監造等工程項目，後由台灣世曦工程顧問公司及張瑪龍建築師事務所組合之團隊得標負責橋梁設計與監造，由宏華營造股份公司得標負責橋梁施工，總斥資新臺幣3.86億元。
2018年9月22日下午四時，由時任行政院長賴清德、總統府秘書長陳菊、時任交通部長吳宏謀等人共同於施工廠商之海上工作平臺上，舉辦大港橋海上開工典禮，於2020年7月6日完工啟用。

## 设计元素
大港橋設計上為結合周邊之高雄流行音樂中心及將改建為亞洲新灣區遊艇碼頭的第三船渠之海洋主題意象，因此橋體視覺設計上結合貝殼、鯨豚，與具未來感的遊艇等多個主題。大港橋主橋全長97.5公尺，總長109.5公尺，寬從5公尺到11公尺漸變，橋面旋轉從水平開啟到閉合耗費時間為3分鐘，橋面上至少可乘載550人，開放行人及自行車通行。

## 資料來源
1. 1 2 3 4  王榮祥. . 自由時報. 2018-09-17  [2019-11-24]. （原始内容存档于2018-09-20） （中文（臺灣））.
2. ↑  . 高雄市政府文化局.   [2019-11-24]. （原始内容存档于2019-07-16） （中文（臺灣））.
3. 1 2  王榮祥. . 東森新聞. 2019-10-27  [2019-11-24]. （原始内容存档于2020-12-03） （中文（臺灣））.
4. ↑  . 臺灣港務公司高雄港務分公司. 2017-06-29  [2019-11-24]. （原始内容存档于2020-12-03） （中文（臺灣））.
5. 1 2  徐炳文. . 風傳媒. 2018-09-25  [2019-11-24]. （原始内容存档于2020-12-03） （中文（臺灣））.
6. ↑  顏瑞田. . 中時電子報. 2018-09-23  [2019-11-24]. （原始内容存档于2020-12-03） （中文（臺灣））.
7. ↑  徐炳文. . 中時電子報. 2018-09-23  [2019-11-24]. （原始内容存档于2020-08-04） （中文（臺灣））.